# Pyrinia callioparia
Pyrinia callioparia är en fjärilsart som beskrevs av Charles Oberthür 1883. Pyrinia callioparia ingår i släktet Pyrinia och familjen mätare. Inga underarter finns listade.